# 21501 Acevedo
21501 Acevedo (tên chỉ định: 1998 KC8) là một tiểu hành tinh vành đai chính. Nó được khám phá thông qua Chương trình nghiên cứu đối tượng gần Trái Đất của đài thiên văn Lowell ở Anderson Mesa Station ở Coconino County, Arizona, ngày 23 tháng 5 năm 1998. Nó được đặt theo tên Tony Acevedo, a graphic designer và media official ở Arecibo Observatory.